# Parafia św. Jana Chrzciciela w Jastrzębiu
Parafia św. Jana Chrzciciela w Jastrzębiu – jedna z 10 parafii rzymskokatolickich dekanatu wierzbickiego diecezji radomskiej. 

## Historia
- Jastrząb został założony w pierwszym dziesięcioleciu rządów biskupich w Krakowie Wojciecha Jastrzębca, a ten objął to biskupstwo w 1412. W Jastrzębiu stał drewniany dwór biskupi, który został zbudowany przez młynarza i cieślę Marcina. Krakowski biskup Zbigniew Oleśnicki dokonał lokacji miasta albo ją ponowił. Do 1789 Jastrząb stanowił własność biskupów krakowskich, a w 1869 decyzją władz carskich utracił prawa miejskie. W chwili powstania Jastrząb został włączony do parafii w pobliskich Gąsawach, gdzie znajdował się pierwotny kościół drewniany pw. Wszystkich Świętych. Oleśnicki przeniósł parafię do Jastrzębia w 1434 i w roku następnym postawił tam drewniany kościół pw. św. Jana Chrzciciela, który miał poświęcić w 1435. On też dołączył do ustanowionej parafii w Jastrzębiu sąsiednie Gąsawy z kościołem, od tej pory już filialnym. Kościół w Gąsawach rozebrano w 1906. Drewniany kościół w Jastrzębiu spłonął w 1676, ale już w roku następnym, na miejscu spalonego, dzięki staraniom i funduszom parafian została wybudowana nowa murowana świątynia. Proboszczowie parafii aż do 1878 rezydowali przy kościele filialnym w Gąsawach, a w Jastrzębiu ich wikariusze. W 1820 kościół był już bardzo zniszczony, ale dopiero w 1869 poddano go remontowi. Coraz wyraźniej była też dostrzegana potrzeba budowy nowego kościoła. Stało się to możliwe dopiero na początku XX w. Plany pod budowę kościoła sporządził arch. Jarosław Wojciechowski, a budowę rozpoczął ks. Antoni Kasprzycki. Gdy tylko otrzymał to probostwo, zaraz, jeszcze jako regens konsystorza, postanowił zbudować nowy kościół. Jednak budowa taka wymagała tzw. „najwyższego zezwolenia”. Niższe rangą władze mogły zezwolić tylko na remonty i mniejsze przeróbki. Komitet parafialny – pouczony przez proboszcza – prosił o zgodę na „przeróbkę”. Ostatecznie ze starego kościoła pozostało tylko prezbiterium i zakrystia, całość zaś świątyni miała pięciokrotnie większe rozmiary. Budowę rozpoczęto w 1909. Kontynuowali ją kolejni proboszczowie: ks. Leon Tarło, ks. Leon Wojciechowski i ks. Wincenty Michalski. Obecny kościół składa się z prezbiterium i zakrystii pochodzących z XVII w. i dwudziestowiecznej nawy głównej z transeptem. Konsekracji kościoła dokonał bp Paweł Kubicki 25 sierpnia 1931. Kolejne przebudowy miały miejsce w latach czterdziestych i pięćdziesiątych XX w. staraniem ks. Piotra Figurskiego. W kościele znajduje się malowany na desce obraz Matki Bożej Bolesnej z XVI–XVII w. Przeniesiony on został do Jastrzębia z drewnianego kościoła w Gąsawach. Obraz uważany był za cudowny, a liczne wota świadczyły o dawnym kulcie.

## Terytorium
- Do parafii należą: Bieszków Górny, Gąsawy Plebańskie, Jastrząb, Kuźnia, Kolonia Kuźnia, Lipienice Dolne, Lipienice Górne, Nowy Dwór, Orłów, Śmiłów, Wola Lipieniecka Duża, Wola Lipieniecka Mała[1].

## Proboszczowie
- 1940 - 1960 - ks. Piotr Figurski
- 1960 - 1962 - ks. Franciszek Chlebny
- 1962 - 1965 - ks. Albin Dudek
- 1965 - 1971 - ks. Stanisław Podgórski
- 1971 - 1972 - ks. Jan Król
- 1972 - 1986 - ks. Józef Adamczyk
- 1986 - 2008 - ks. prał. Tadeusz Lizińczyk
- 2008 - nadal - ks. kan. Zbigniew Tuchowski